# 小幡幹雄
小幡 幹雄（おばた みきお、1948年～1949年 - 2020年8月22日）は、日本の国会職員。第16代参議院事務総長。瑞宝重光章受章。

## 人物・経歴
新潟県古志郡太田村（現長岡市）出身。1967年新潟県立長岡高等学校卒業。1973年中央大学法学部卒業。参議院事務局委員部長等を経て、2007年から参議院事務総長を務め、江田五月参議院議長に仕えた。2010年退任。2017年越後長岡ふるさと会会長。令和元年秋の叙勲で瑞宝重光章受章。
2020年8月22日、肺がんのため死去。71歳没。死没日をもって従四位に叙される。